# Szlakiem hańby
Szlakiem hańby – polski film niemy z 1929 roku. Film powstał na podstawie pomysłu Antoniego Marczyńskiego. Po premierze filmu ukazała się jego powieść  pt. W szponach handlarzy kobiet.

## Fabuła
Na terenie Polski działa zorganizowana szajka, która przemocą lub podstępem, obiecując pracę lub karierę zwabia młode dziewczyny na statek, płynący do Brazylii. Na miejscu okazuje się, że obiecana praca to praca prostytutki. Jedna z bohaterek – Marysia, młoda wiejska dziewczyna, udaje się, za namową członków bandy, statkiem do Brazylii. Wkrótce przekonuje się, że czeka ją miejsce w domu publicznym w Rio de Janeiro. Z opresji ratują ją polscy marynarze umożliwiający dziewczynie powrót do rodzinnej wsi i ukochanego Walka. Szajka zostaje rozbita przez policję.

## Obsada
- Maria Malicka (Marysia Żurkówna, wiejska dziewczyna)
- Wanda Zawiszanka (Franka, siostra Marysi)
- Zofia Batycka (Iza, agentka policji obyczajowej)
- Seweryna Broniszówna (właścicielka lupanaru senora Elwira)
- Justyna Czartorzyska (Róża Freundlich, żydowska dziewczyna)
- Lech Owron (Artur Klug)
- Bogusław Samborski (Karol Wolak vel Andrzej Marczak)
- Maria Wrońska (Lucy Vantana, tancerka, kochanka Wolaka)
- Władysław Walter (jednooki)
- Antoni Wojdan (Walek, chłopiec Marysi)
- Jan Szymański (Miller)